# FC Warrior Valga
Il Football Club Warrior Valga, meglio noto come Warrior Valga, è una società calcistica estone con sede a Valga. Milita in III Liiga, la sesta divisione del campionato estone.

## Storia
Nato nel 1990 come Valga Football Club Warrior, esordì in II Liiga nel 1992, anno della fondazione del campionato nazionale estone. Cambiò poi il proprio nome in Valga Fööniks-Sport e approdò in Esiliiga nella stagione 1993-94. La prima esperienza in Esiliiga si chiuse però all'ultimo posto e con zero punti in venti partite.
Ridiscesa in II Liiga, la squadra tornò a chiamarsi Football Club Warrior Valga, ma in quegli anni continuò a retrocedere fino a toccare la IV Liiga, all'epoca quinta e ultima divisione del campionato estone di calcio, ritirandosi durante la stagione.. L'anno seguente, tuttavia, rientrò in IV Liiga e vinse il girone Sud, ottenendo la II Liiga con un doppio salto di categoria. Ma nelle due stagioni successive rimediò altrettante retrocessioni che fecero ripartire la squadra dalla IV Liiga.
Tornò in III Liiga solo nel 2003, quando finì terzo; l'anno seguente, con il secondo posto, ottenne una nuova promozione in II Liiga. Nel 2005 fu quarto nel girone Sud/Ovest, ma, acquisendo il titolo sportivo dei concittadini del FC Valga, il Warrior Valga ottenne l'accesso alla Meistriliiga.
La stagione in massima serie finì però con l'ultimo posto e l'immediata retrocessione. Dopo tre anni di Esiliiga, nel 2009 ebbe la possibilità di tornare in Meistriliiga: fu infatti terzo in Esiliiga, ma dato che il campionato era stato vinto dal Levadia Tallinn 2, ebbe la possibilità di giocarsi la promozione contro il Paide: perse però lo spareggio. Rimase in Esiliiga fino al 2011, quando finì ultimo e retrocesse.
Ha disputato la III Liiga dal 2012 al 2016, stagione in cui retrocede in IV Liiga, scivolando all'ultimo livello del campionato nazionale. Un anno dopo riconquista la categoria superiore, dove prende posto nel girone sud: arriva 7º nel 2018 e 2020 e 4° nel 2019, poi 9° nel 2021 e 6° nel 2022.
Nel 2023 il Warrior Valga è inizialmente iscritto nel girone sud di III Liiga, ma a calendari già stilati viene ripescato con effetto immediato in II Liiga per colmare il posto lasciato dal Noorus-96 Jõgeva, sceso invece nella serie inferiore. Tale opzione però si rivela disastrosa per la squadra che, non attrezzata per la categoria, incassa pesanti sconfitte per tutta la stagione, spesso con dieci o più gol di scarto, riuscendo a raccogliere solo una vittoria e concludendo con l'ultimo posto in classifica e un enorme passivo (-239) in differenza reti. Per tali risultati è stata considerata la peggiore squadra del mondo con un indice di 0.0 su 100 su Opta Power Ranking.
Retrocesso in III Liiga, la crisi societaria e di risultati persiste: vince la prima partita del campionato, ma alla quale segue una striscia di diciassette sconfitte consecutive fino alla fine della stagione. Chiude ancora una volta ultimo con 3 punti e un'esorbitante differenza reti negativa di -135.
Nel 2025, in seguito all'istituzione della II Liiga B come quinta serie del campionato estone, il Warrior Valga viene riammesso in III Liiga, sebbene la categoria sia stata declassata a sesta serie.

## Palmarès

### Altri piazzamenti
- Esiliiga:

Terzo posto: 2009
- II Liiga:

Promozione: 1992-1993

## Statistiche

### Partecipazione ai campionati
| Livello | Categoria    | Partecipazioni | Debutto | Ultima stagione | Totale |
| ------- | ------------ | -------------- | ------- | --------------- | ------ |
| 1º      | Meistriliiga | 1              | 2006    | 2006            | 1      |
| 2º      | Esiliiga     | 6              | 1993-94 | 2011            | 6      |
| 3º      | II Liiga     | 5              | 1992    | 2005            | 5      |
| 4º      | III Liiga    | 4              | 1995-96 | 2012            | 5      |
| 4º      | II Liiga     | 1              | 2023    | 2023            | 5      |
| 5º      | IV Liiga     | 6              | 1996-97 | 2003            | 16     |
| 5º      | III Liiga    | 10             | 2013    | 2024            | 16     |
| 6º      | IV Liiga     | 1              | 2017    | 2017            | 2      |
| 6º      | III Liiga    | 1              | 2025    | 2025            | 2      |